# Nassim Bounekdja
Nassim Bounekdja (ur. 16 września 1973 w El Biar) – piłkarz algierski grający na pozycji obrońcy. Od 2008 roku jest piłkarzem klubu MO Constantine.

## Kariera klubowa
Karierę piłkarską Bounekdja rozpoczął w klubie JS El Biar. W 1995 roku zadebiutował w nim w trzeciej lidze algierskiej. W 1999 roku odszedł z tego klubu do pierwszoligowego CR Belouizdad. Grał w nim do końca 2005 roku, z półroczną przerwą na wypożyczenie do OMR El Annasser. Z Belouizdad wywalczył mistrzostwo kraju w latach 2000 i 2001 oraz Puchar Ligi Algierskiej w 2000 roku.
Na początku 2006 roku Bounekdja został zawodnikiem MC Oran, w którym grał przez pół sezonu. Latem 2006 odszedł do MO Béjaïa z drugiej ligi. Z kolei w 2008 roku został piłkarzem MO Constantine. W 2011 zakończył karierę.

## Kariera reprezentacyjna
W reprezentacji Algierii Bounekdja zadebiutował 2 października 1998 roku w przegranym 1:2 meczu eliminacji do Pucharu Narodów Afryki 2000 z Ugandą. W 2002 roku został powołany do kadry Algierii na Puchar Narodów Afryki 2002. Na tym turnieju rozegrał jeden mecz, z Mali (0:2). W kadrze narodowej od 1998 do 2002 roku rozegrał 8 meczów.